# جوزپه توچی
جوزپه توچی (انگلیسی: Giuseppe Tucci; ۵ ژوئن ۱۸۹۴ – ۵ آوریل ۱۹۸۴) انسان‌شناس و باستان‌شناس اهل ایتالیا بود.
وی همچنین برندهٔ جوایزی همچون جایزه بالزان شده‌است.